# キャンバ角

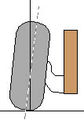
キャンバ角

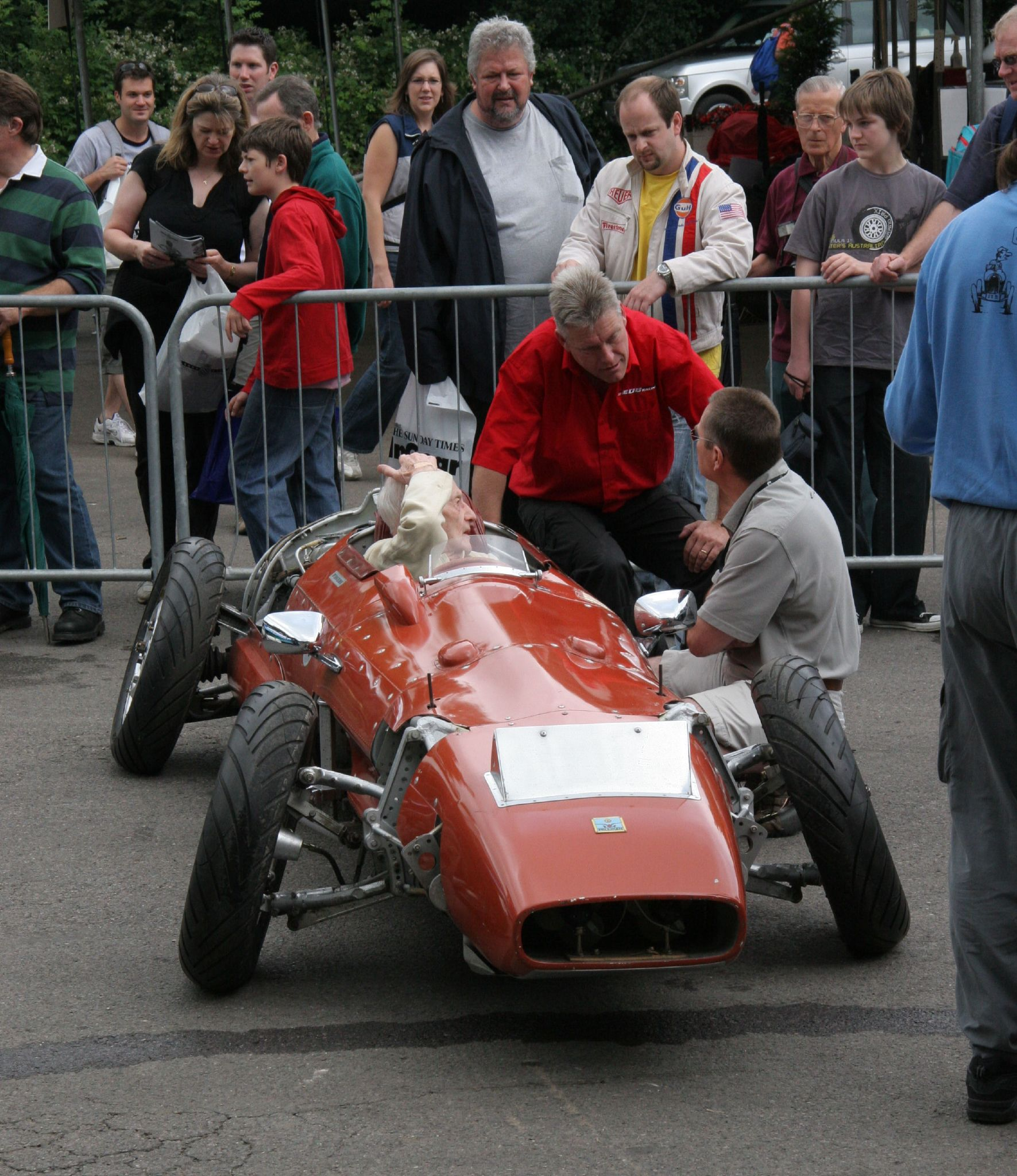
1960年式ミリケン・MX1 "キャンバー・カー"。大きな負のキャンバ角が見てとれる。

キャンバ角（キャンバかく、英語: camber angle）は、車両の車輪によって作られる角度の1つである。具体的には、前もしくは後ろから見た時の車輪の垂直軸と車両の垂直軸との間の角度である。反り角やキャンバー角とも呼ばれる。ステアリングや懸架装置（サスペンション）の設計において用いられる。もし車輪の上端が下端よりも外側にあるならば、正キャンバ（ポジティブキャンバ）と呼ばれる。車輪の下端が上端よりも外側にあるならば、負キャンバ（逆キャンバ、ネガティブキャンバ）と呼ばれる。

## 操縦性に対する影響

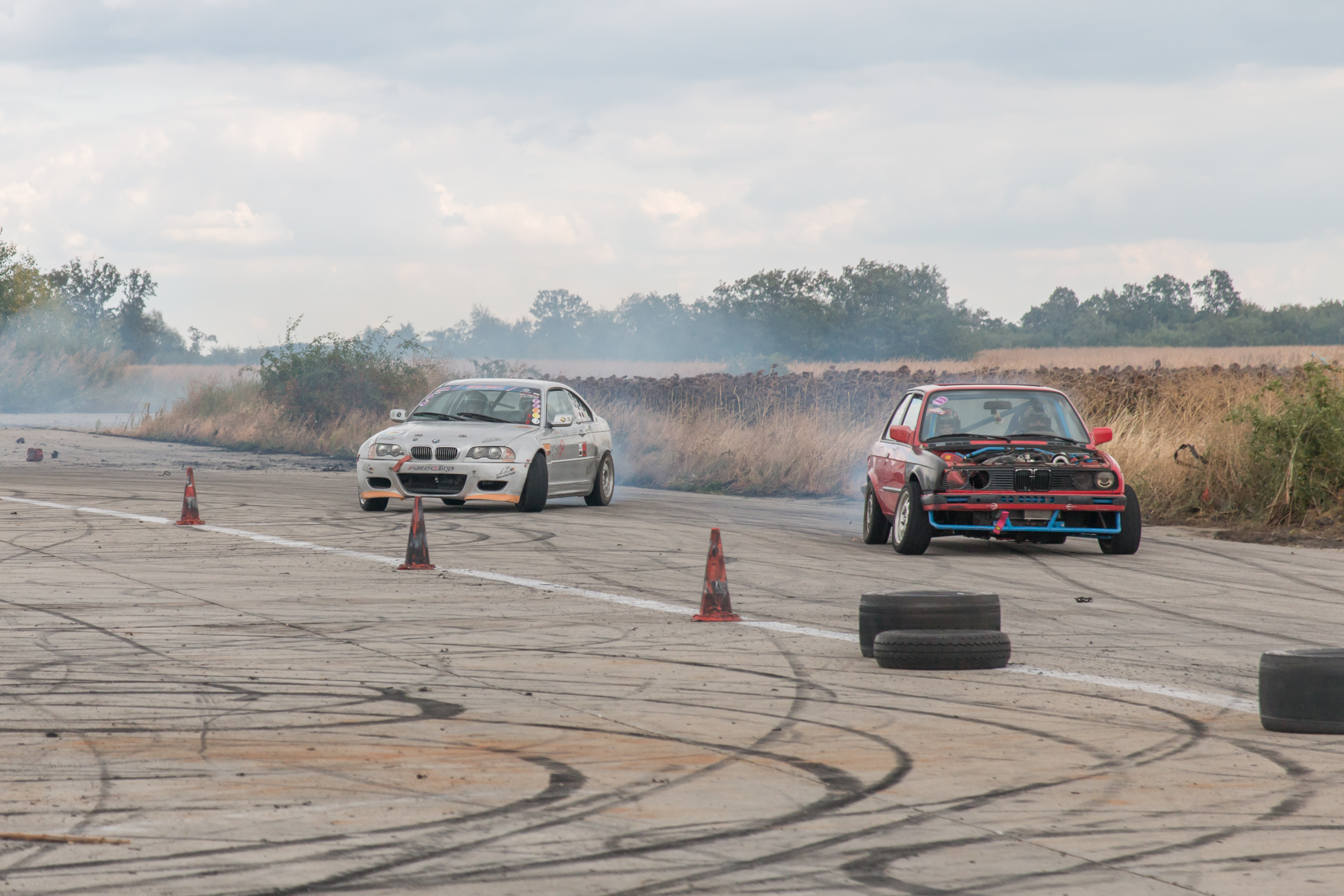
前輪の負キャンバは、カウンターステア時の操縦性を向上させるためにドリフト車においてしばしば用いられる。

キャンバ角は、特定のサスペンション設計の操縦性（ハンドリング）の質を変化させる。キャンバ角の適切な設定・調整はサスペンション設計における主要な要素であり、理想的な幾何学的なモデルだけではなく、構成部品の実際の挙動（曲げ、歪み、弾性など）も織り込まなければならない。
キャンバ角を負（ネガティブ）方向に設定すると、旋回時のタイヤの接地面積を増やすことができる。独立懸架式のサスペンションを備えた車両では、旋回時に車両がロールすると車輪はコーナー外側に向かって倒れる。すなわち、外側の車輪は正の方向に、内側の車輪は負の方向にキャンバ角が変化する。そのため、初期状態のキャンバ角がゼロだと、外側の車輪がトレッド面の一部しか接地しなくなってしまい、旋回性能が低下する可能性がある。そこで、あらかじめキャンバ角を負方向に設定することで、旋回時にキャンバ角が正になることをある程度防ぎ、旋回性能を向上させることができる。ただし、過度な負のキャンバ角は内側車輪の接地性低下を招くこともあるほか、直進時は車輪の内側のみが接地することになるため、直進安定性や制動力の低下にもつながる。直線で直進して加速・減速する際には、キャンバ角がゼロでトレッドが路面と平行に接している時に最大のトラクションや制動力が得られる。

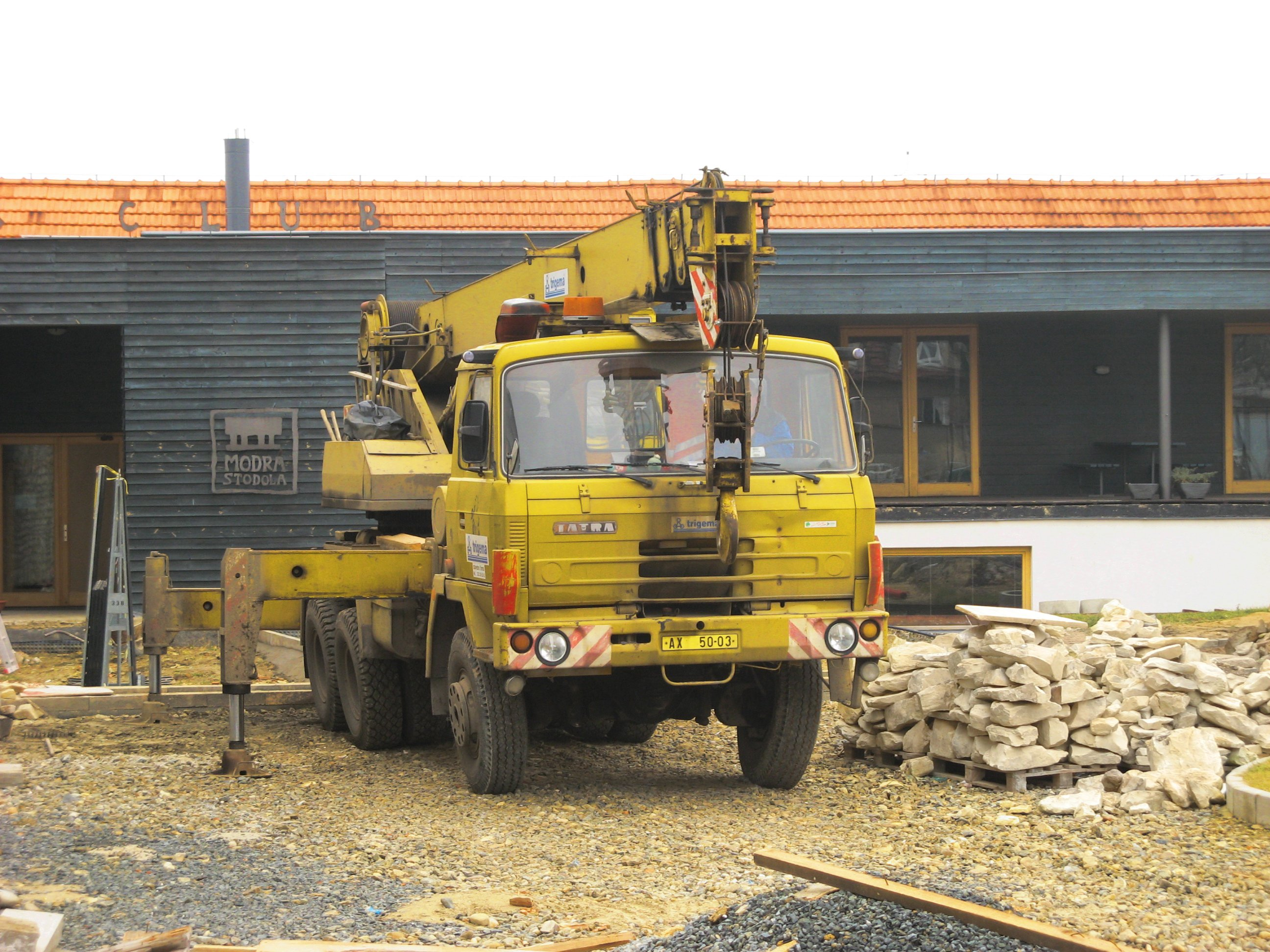
タトラ製トラックは、セントラルチューブとスイングアクスル式サスペンションを用いるそのシャシ設計のため、かなり急な正キャンバを持つ（写真はタトラ・815クレーントラック）。

農業用トラクターなどのオフロード車両は、必要とされる保舵力を下げてオフロードでも運転をしやすくするため、一般的に正（ポジティブ）キャンバを用いる。また、ブッシュプレーンや農薬散布用飛行機といった主に不整地からの操作が意図されている一部の単発一般航空機は、粗い未舗装の滑走路に着陸するため、降着装置のたわみにより良く対処するための尾輪に正のキャンバを付けている。
多くの自動車では、工場出荷状態で若干の負キャンバがついている。

## 調整
ダブルウィッシュボーン式サスペンションやマルチリンク式サスペンションを持つ車では、キャンバ角は工場出荷状態で調整可能なこともあるが、マクファーソン・ストラット式サスペンションやトーションビーム式サスペンション、車軸懸架式のサスペンションでは、通常固定である。キャンバ角の調整機能がなければメンテナンスの必要項目が減るが、独立懸架式のサスペンションでは、短いばねを使ったり、車高調整式のサスペンションを使ったりして車高を下げるとキャンバ角が負方向に変化するため、適正な角度に変更する必要がある。度を超えたキャンバ角は、タイヤの摩耗の増大と操縦性の低下につながる可能性がある。
ダブルウィッシュボーン式サスペンションやマルチリンク式サスペンションを備える車でキャンバ角を調整する場合、車種によってはサスペンションアームに装着されている偏心式のカムの位置を変更することで調整可能である。また、アフターマーケットで販売されている調整式、あるいは純正に比べて長さを延長・短縮したサスペンションアームを用いて変更することもある。
ストラット式サスペンションでは、キャンバ角は先述のように通常固定されており、工場出荷状態では調整することができない。調整のためには、ストラットとステアリングナックルを固定する2本のボルトのうち1本を細いものに変更することが一般的である。また、ストラット式の車高調整式のサスペンションの中には、サスペンション上部のアッパーマウントに調整機構を持たせたものがあり、これを調整することでもキャンバ角変更が可能である。
トーションビーム式サスペンションや車軸懸架式のサスペンションも、純正状態でキャンバ角を調整することは不可能である。調整には、左右端を加工して角度をつけたアクスル（車軸）や、アクスルとハブの固定部分に挟むプレートなどのアフターマーケット製の部品が必要となる。

## カスタマイズ・モータースポーツ・チューニングとの関連
前述のように、独立懸架式のサスペンションで短いばねを使ったり車高調整式のサスペンションを使ったりして車高を下げると、キャンバ角は自動的に負の方向に変化する（俗に「ナチュラルキャンバー」と呼ぶ）。独立懸架式のサスペンションにおいては共通して見られるが、構造上ストラット式よりもマルチリンク式やダブルウィッシュボーン式の方が大きく角度がつく傾向にある。極端なキャンバ角はタイヤの偏摩耗や操縦性低下につながるため、前述の調整機能や調整部品を使用して適切な角度に補正する必要がある。
自動車のカスタマイズにおいては、外見の変化のため意図的にキャンバ角（この場合は一般的に負のキャンバ角）をつけることもある。極端な角度をつけるカスタム、あるいはそのカスタムを施した状態は、日本では俗に「鬼キャン」、英語圏では「スタンス」（Stance）などと呼ばれる。
また、モータースポーツやチューニングカーでは、キャンバ角の調整は車両の特性を少なからず変化させ、速さや操縦性に直結する重要なファクターである。